# Шевчук Віталій Іванович
Віталій Іванович Шевчук (нар. 1 серпня 1970, Мар'янівка) — радянський та український футболіст та футзаліст, що грав на позиції півзахисника. Найбільш відомий за виступами у клубі «Волинь» у вищій лізі чемпіонату України, тривалий час грав за клуб «Верес» із Рівного у нижчих лігах українського футболу, кілька разів очолював рівненський клуб як головний тренер. Посідає друге місце в новітній історії "Вереса" за проведеними матчами - 301 гра (285 в чемпіонатах України + 16 в рамках Кубка). Нетривалий час грав також за футзальні клуби української екстра-ліги «Україна» (Львів) та «Случ» із Рівного.

## Клубна кар'єра
Віталій Шевчук народився у Горохівському районі, а розпочав займатись футболом у львівській ДЮСШ «Трудові резерви». Футбольну кар'єру молодий футболіст розпочав у львівському армійському клубі «СКА Карпати», який грав на той час у першій союзній лізі. Після завершення армійської служби Віталій Шевчук перебрався до аматорської команди «Карпати» із Кам'янки-Бузької, яка пізніше здобула право на виступи у другій лізі СРСР у останному чемпіонаті Радянського Союзу. Після проголошення незалежності України у перших двох чемпіонатах країни футболіст грав за стрийську «Скалу» у першій українській лізі. Паралельно Віталій Шевчук грав за львівський футзальний клуб «Україна».
На початку сезону 1993—1994 Віталій Шевчук отримав запрошення від вищолігового клубу зі своєї рідної області «Волинь». У клубі відразу став одним із основних футболістів, та відіграв усі 34 матчі команди в чемпіонаті України. Проте надалі футболіст втратив постійне місце в основному складі, та у наступному сезоні зіграв лише 22 матчі чемпіонату України. Фінансування команди погіршувалось, та й з кожним сезоном луцька команда опускалась усе нижче в турнірній таблиці, то ж Шевчук у сезоні 1995—1996 зіграв 12 матчів за «Волинь» у першому колі чемпіонату, та став гравцем першолігової команди з сусідньої області — рівненського «Вереса». Паралельно Віталій Шевчук грав за вищоліговий футзальний рівненський клуб «Случ». Проте й рівненська команда переживала тоді не кращі часи, й уже за результатами наступного сезону вибула до другої ліги. Два сезони футболіст виступав за рівненчан у другій лізі, а потім два сезони Шевчук грав за аматорський радивилівський «Сокіл». Із сезону 2001—2002 футболіст повернувся до професійного футболу, та продовжив виступи за «Верес». У рівненській команді Шевчук грав до сезону 2007—2008, та залишався одним із постійних гравців основного складу, зігравши у її складі лише в чемпіонатах України 285 матчів. У сезоні 2007—2008 років футболіст також виконував роль граючого головного тренера команди, після цього завершив виступи у професійному футболі. Нетривалий час Віталій Шевчук грав за луцький футзальний клуб ВДСТ, після чого остаточно завершив свої виступи на футбольних полях.

## Після завершення футбольної кар'єри
Після завершення виступів на футбольних полях Віталій Шевчук близько року очолював рівненський аматорський клуб «Штурм». У серпні 2009 року Віталій Шевчук удруге очолив рівненський «Верес» як головний тренер, і працював на цій посаді до вересня цього року, а далі працював на посаді асистента головного тренера. З жовтня 2009 року знову зайняв посаду головного тренера, і пропрацював головним тренером «Вереса» до вересня 2010 року. До розформування клубу в квітні 2011 року Шевчук працював асистентом головного тренера. Пізніше колишній футболіст працював дитячим тренером, а також очолював аматорський клуб із Рівного «Сокіл».